# Rajon Dnipro (Cherson)
Der Rajon Dnipro (ukrainisch Дніпровський район Dniprowskyj rajon, russisch Днепровский район Dneprowski rajon) ist ein administrativer Stadtteil der südukrainischen Oblasthauptstadt Cherson. Er umfasst einen Teil des ältesten Siedlungsgebietes der im 18. Jahrhundert gegründeten Stadt und hat seinen Namen nach dem Fluss Dnepr, an dessen rechtem Ufer die Stadt Cherson liegt.

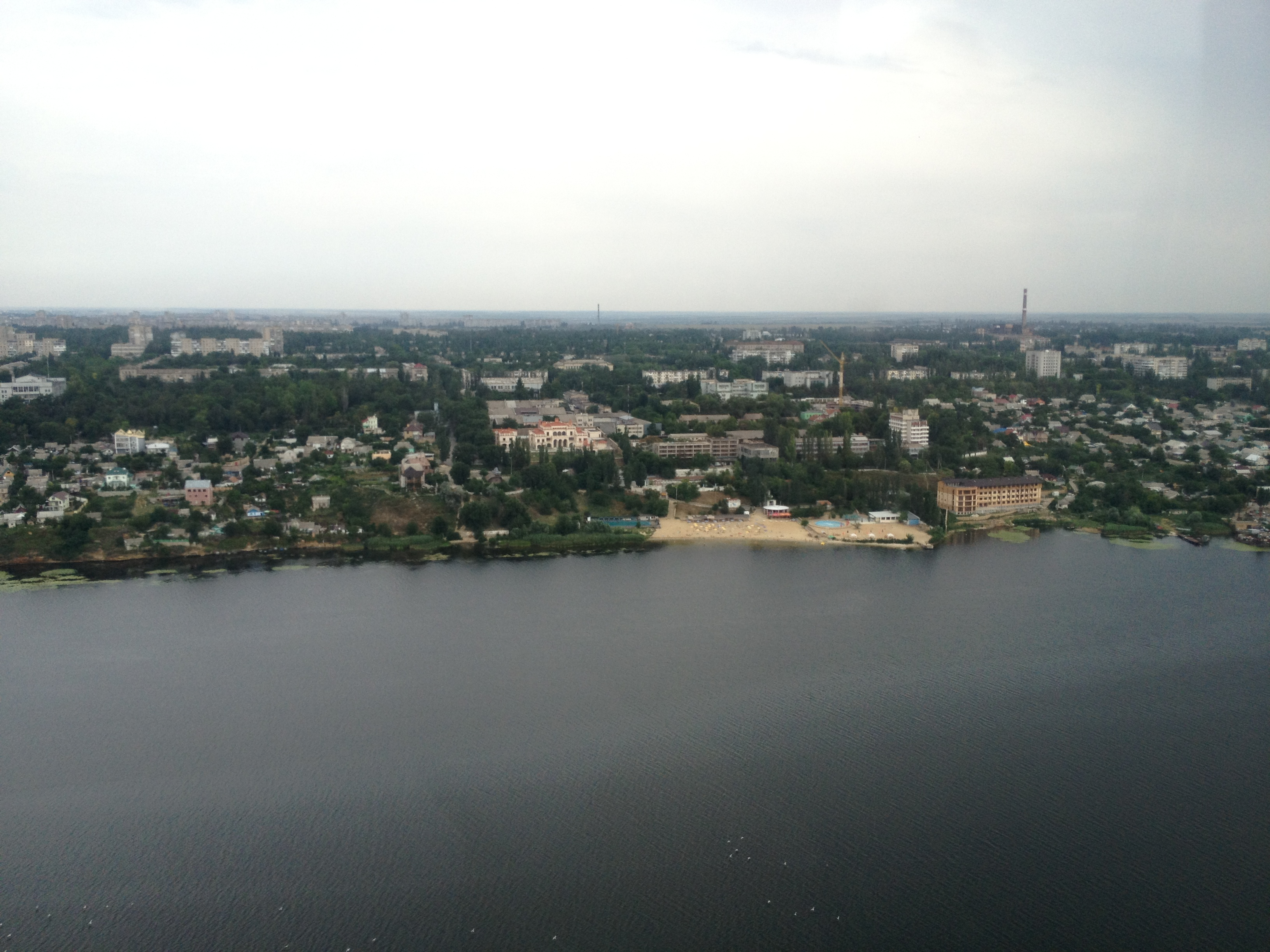
Uferabschnitt im Rajon Dnipro

Der 1965 gebildete Stadtrajon liegt nordöstlich des mittleren Stadtgebiets Rajon Suworow.

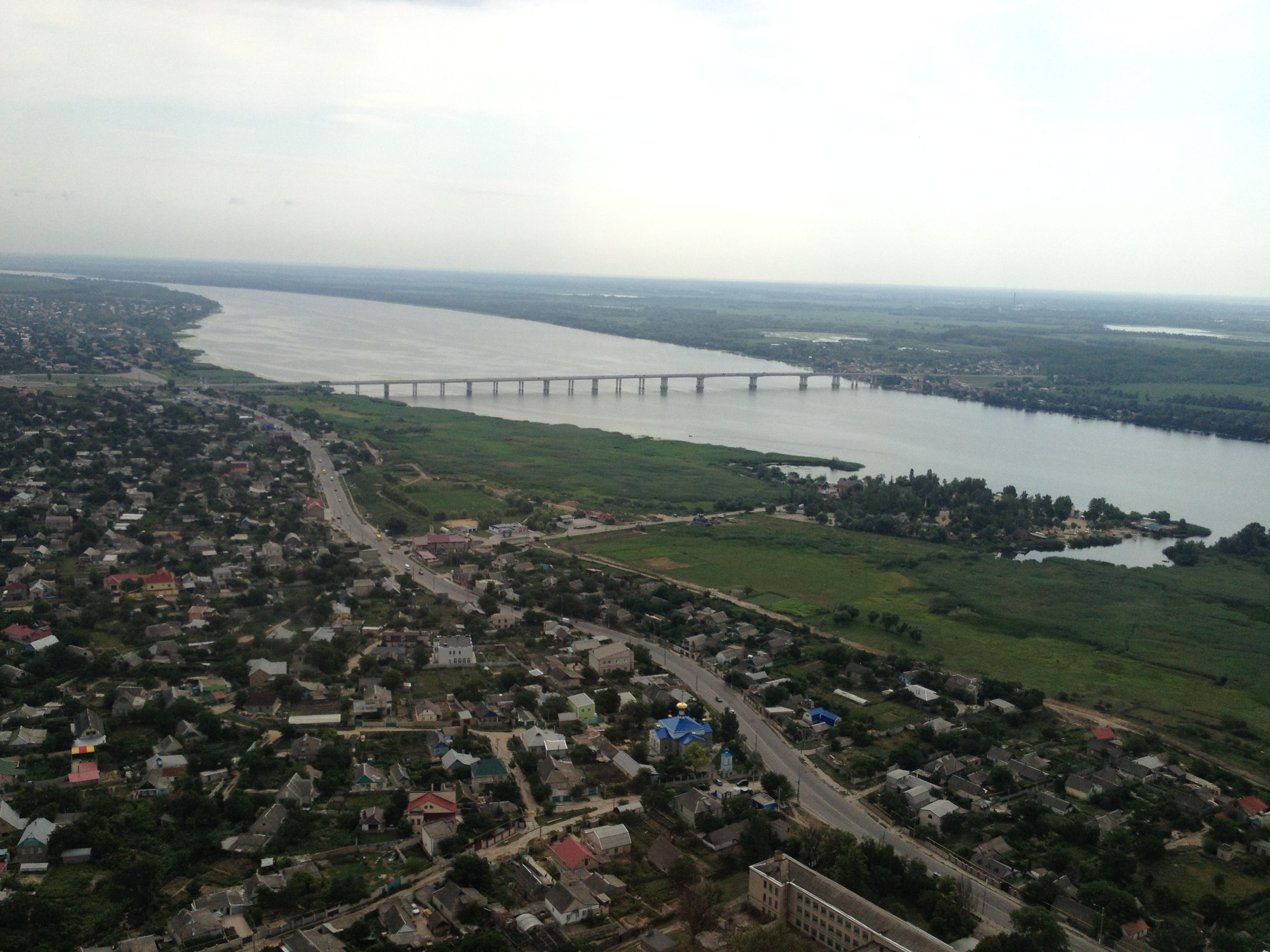
Schrägluftbild aus westlicher Richtung über das Gebiet von Antoniwka zur Antoniwka-Straßenbrücke

## Geografie
Der Stadtteil erstreckt sich über ein Gebiet von 180 Quadratkilometern. Er wies (vor dem Krieg von 2022) eine Bevölkerung von etwa 100.000 Personen auf. Das Gebiet des Rajon Dnipro umfasst dicht bebaute Siedlungsbereiche im Stadtzentrum, die Außenquartiere Antoniwka, Molodischne, Seleniwka, Petriwka, Bohdaniwka, Sonjatschne, Naddniprjanske und Stepaniwka sowie offenes Land im Norden der Agglomeration.
Der Stadtteil nimmt von drei Rajonen von Cherson den längsten Abschnitt des Dneprufers ein, vom Stadtzentrum bis zur Antoniwkabrücke und der Antoniwka-Eisenbahnbrücke ganz im Nordosten des Stadtgebiets. Die Antoniwkabrücke ist die einzige Straßenbrücke bei Cherson über den Fluss Dnepr.
Im Südosten des Rajons, im Stadtzentrum, liegt der Ruhmespark mit dem Monument Ewige Flamme und einem Uferquai am Dnepr. Flussaufwärts ist der Uferbereich etwa drei Kilometer weit mit Wohnquartieren überbaut. Oberhalb dieses Abschnitts liegt in der Nähe eines Industriehafens das Denkmal für die Seeleute der Donauflotte. Zwischen diesem Gewerbegebiet und der Antoniwkabrücke ist am rechten Dneprufer ein ausgedehntes Feuchtgebiet erhalten.
Durch den Stadtteil führen große Verkehrsachsen: Die Europastraße 97, die Europastraße 58 und die Eisenbahnstrecken von Cherson auf die Krim (Bahnstrecke Cherson–Kertsch) sowie nach Saporischschja und Charkiw. Der Bahnhof Cherson liegt jedoch im Rajon Suworow; im Rajon Dnipro befindet sich der Nebenbahnhof Puteyska.
Im Stadtgebiet liegt im Südwesten ein kleiner Bereich der bis auf wenige Reste verschwundenen Festung Cherson aus dem 18. Jahrhundert. Von der Stadtmitte aus durchziehen als Hauptachsen gegen Nordosten die Offiziersstraße, die Perekopstraße, die Universitätsstraße und weitere Straßenzüge die schachbrettartig angelegte Siedlung.

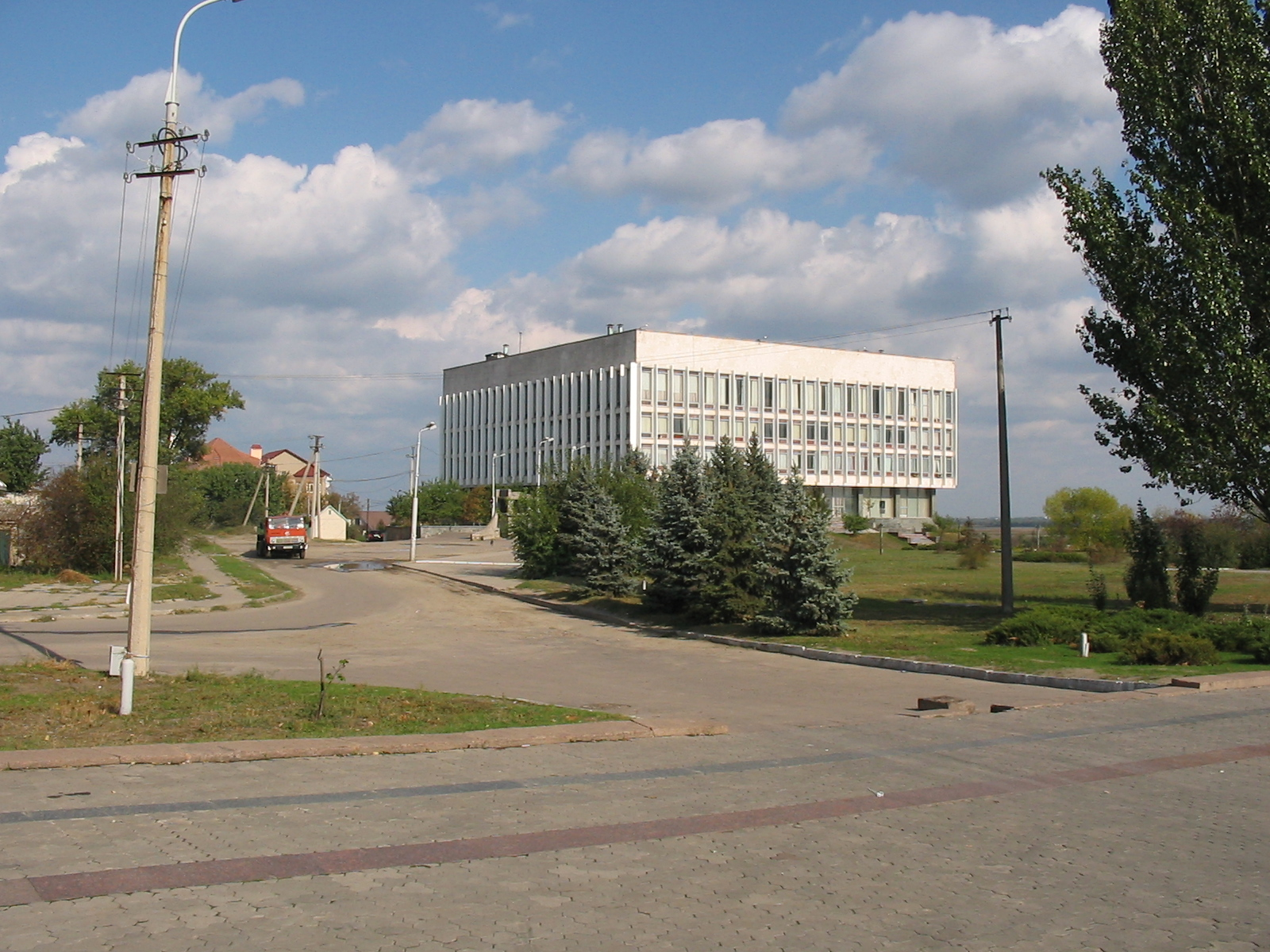
Regionale Universitätsbibliothek Cherson

## Einrichtungen und Sehenswürdigkeiten
Im Rajon befinden sich bedeutende öffentliche Einrichtungen, z. B.:
- Bezirksbibliothek Cherson (Regionale Universale Wissenschaftliche Bibliothek Oles Hontschar)
- Jugend- und Studentenpalast
- Nationale Technische Universität Cherson

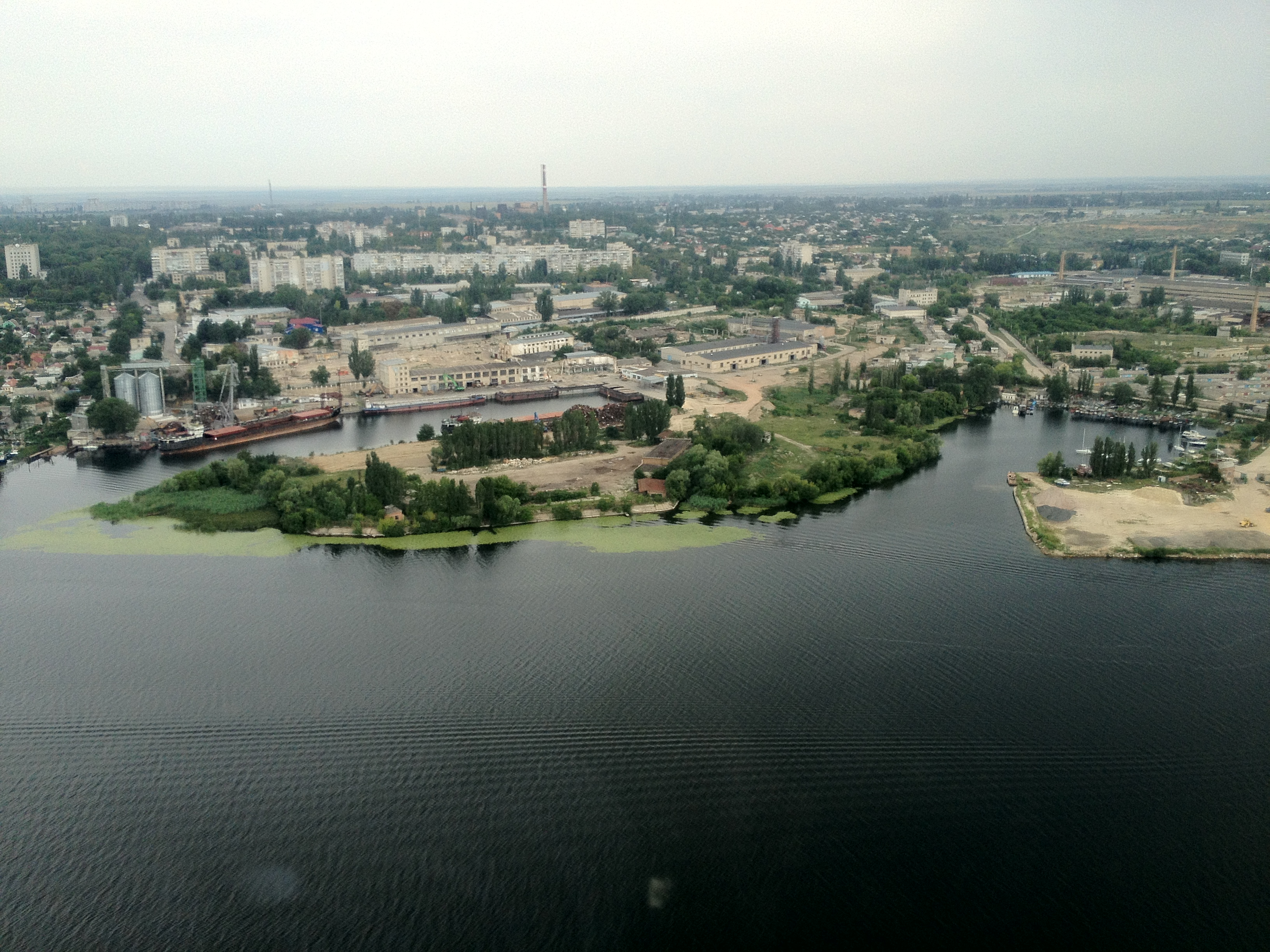
Hafengebiet am Dnepr

- Staatliche Universität Cherson
- Spitäler und Kliniken
- Schulen und Sportanlagen

## Wirtschaft
Der Rajon Dnipro umfasst zahlreiche Industrie- und Gewerbeflächen sowie Energieunternehmen wie das Fernheizkraftwerk von Cherson.